# REAPER
REAPER（Rapid Environment for Audio Production, Engineering, and Recording），是由Cockos開發的有MIDI功能的數位音頻工作站（DAW）。目前版本支援Microsoft Windows（XP以上）， macOS（10.5以上）和Linux  。 REAPER支援VST、Audio Units等行業標準插件格式，可以讀取多種標準的影音文件格式。此外，還有ReaScript和JSFX（Jesusonic FX）等格式，讓用戶可以自己編寫各種功能。插件可以使用EEL2（REAPER專屬的DSL）, Lua, Python  編寫。

## 證照
REAPER 提供免費試用版，允許用戶使用所有功能 60 天。試用結束後的價格分别为 60 美元（Discounted License）和 225 美元（Commercial License），這兩種軟體許可證可以使用的功能是相同的，只是因用戶的用途而有不同訂價。
Discounted License 只能用于完全的個人用途、年總利潤低于 20,000 美元的商業用途、教育部門或非營利組織。不符合这些條件的其他商业用途則需購買Commercial License。您还可以使用已购买的 license 免费更新至接下来的两个主要版本。
例如：假如购买了 REAPER 6.x 的license，用戶可以获得最多到7.99 的免费升级。
这些license适用于 x86 和 x64 版本，只有非同时使用时，才能在多台 PC 上啟用 。

## 客製化
通过使用 ReaScript（在 REAPER 中编辑、运行和调试的脚本）以及用户创建的主题和功能扩展，REAPER提供了广泛的自定义模式。
ReaScript 可用于创建从高级巨集到功能齐全的 REAPER 扩展的任何内容。ReaScripts可以用EEL2（JSFX脚本），Lua和Python编写。
REAPER的界面可以使用用户构建的主题进行自定义。每个先前版本的默认主题都包含在 REAPER 中，主题允许对 GUI 进行全面调整。REAPER 已被翻译成多种语言，并提供可下载的语言包。用户和开发人员都可以为 REAPER 创建语言包。

## 包含的軟體和插件
REAPER 擁有各种广泛且经常使用的效果。例如：ReaEQ、ReaVerb、ReaGate、ReaDelay、ReaPitch 和 ReaComp 等效果。这些 ReaPlugs 系列插件也可以作为VST插件被其他 DAW 的用户单独下载使用。
REAPER 还附帶数百个JSFX插件，从标准效果到特定的 MIDI 和音频应用程序都有包含 。格式上讲，JSFX 是文本文件（注意，它的语法与JavaScript没有关系），當載入這個文本文件時（就像載入VST和其他插件一樣），它将成为一个功能齐全的插件。从简单的音频效果，如延迟、失真和压缩器，到合成器和采样器等乐器，再到其他特殊用途的工具，如鼓点触发和环绕声平移。所有 JSFX 插件都可以在文本编辑器中进行编辑，从而允许用户完全自定义。
REAPER 只包含三个最基本的虚拟乐器：简单的合成器ReaSynth、4采样鼓机ReaSynDr以及采样器ReaSamplOmatic5000。
虽然 REAPER 本體不包含任何第三方组件，但它兼容所有版本的VST 。因此它可以使用大多数免费和商业插件。64位元版本的 REAPER 自带桥接器，从而允许32位元与64位元插件同時运行。

## 影片編輯
您可以使用 REAPER 剪輯影片。您还可以编辑或替换影片的音频，也可以使用淡入淡出、擦拭和交叉淡入淡出等影片效果。
REAPER 可以在项目中排列影片檔，就像排列音轨一样，或者您可以在处理项目时在拆分视频窗口中查看文件的影片部分 。

## 外部連結
- Reaper官方網站 （页面存档备份，存于）
- Cockos主頁 （页面存档备份，存于）